# Macrocnemum grandiflorum
Macrocnemum grandiflorum là một loài thực vật có hoa trong họ Thiến thảo. Loài này được (Wedd.) Wedd. mô tả khoa học đầu tiên năm 1854.